# Mammonen (sjö i Puumala, Södra Savolax)
Mammonen är en sjö i kommunen Puumala i landskapet Södra Savolax i Finland. Arean är 39 hektar och strandlinjen är 3,9 kilometer lång. Sjön  ingår i Vuoksens huvudavrinningsområde.   Den ligger omkring 44 kilometer öster om S:t Michel och omkring 230 kilometer nordöst om Helsingfors. 